# Tomatsovs
Tomatsovs (tomatsauce) kan refere til flere forskellige tomatsovse (spansk: salsa roja, fransk: sauce tomate - eller italiensk: salsa di pomodoro).
En variant af tomatsovs er den simple italienske sovs baseret på kogte, sigtede tomater fra det italienske køkken, som danner grundlag for mange retter som fx spaghetti alla napoletana. Det er en af de mest kendte uafhængige sovse fra det klassiske køkken, dvs. den er ikke lavet af en grundsovs, men den er grundlag for andre afledte sovse.
Den første kendte skriftlige omtale af en italiensk tomatsovs er fra 1554 af Pietro Andrea Mattioli. Den aztekiske måde at tilberede stegte tomater på blev sandsynligvis introduceret til Italien af spanierne.

## Tilberedning
Til klassisk tomatsauce (Sauce tomate) (grundsovs) skæres skinke og bacon, rodfrugter og løg i fine tern og ristes med timian, basilikum og laurbær, drysses med mel og fyldes derefter op med kalvefond efter en kort yderligere ristning, suppleret med (findelte) modne tomater og tomatpure og til sidst sigtet. Den serveres til stegt kød, til fisk og skaldyr eller behandles som en basissovs i henhold til opskriften.
Den enkleste form består kun af tomater, der er blevet fortykket ved kogning og siet gennem en sigte for at fjerne kerner og skind. Den konserveres normalt ved at koge den ind, og senere forarbejdes den yderligere afhængigt af opskriften.
De tomatsorter, der er bedst egnede til tomatsovse af enhver art, er blandt de såkaldte blommetomater, en særlig aromatisk og fastkødet sort med lavt syreindhold. De bruges også til dåsetomater og tomatpure, som derfor kan bruges som erstatning, hvis der ikke er fuldt modne blommetomater.

## Salsa/passata di pomodoro
En almindelig italiensk tomatsovs (salsa di pomodoro, også passata di pomodoro) indeholder yderligere kryddergrøntsager såsom gulerod, blegselleri, løg og hvidløg, som sauteres i olie, før tomaterne skæres og/eller skrælles (italiensk pelati) og tilsættes. Sovsen, kogt til den ønskede konsistens, sies igen, krydres med salt og peber, eventuelt også lidt vineddike og sukker og afsluttes til sidst med olivenolie. Den krydres ofte med krydderurter som basilikum, oregano, laurbær m.m. Der er også utallige variationer og tilføjelser, mest med krydrede ingredienser som oliven, ansjoser, kapers, peperoncini eller tørrede svampe.